# 10813 Местебі
10813 Местебі (10813 Mästerby) — астероїд головного поясу, відкритий 19 березня 1993 року.
Тіссеранів параметр щодо Юпітера — 3,079.